# Казарменна вулиця
Каза́рменна ву́лиця — вулиця в Шевченківському районі міста Києва, місцевість Шулявка. Пролягає від вулиці В'ячеслава Чорновола до вулиці Шолуденка. 
Прилучається вулиця Ісаакяна.

## Історія
Вулиця виникла на початку XX століття під назвою Казарменна (на деяких картах Києва — Казармська, Києво-Казарменна, Казармена), назва походить від казарм 132-го піхотного Бендерского полку Російської імператорської армії, що розташовувалися поруч. 
З 1955 року — вулиця Ватутіна, на честь радянського воєначальника генерала армії Героя Радянського Союзу Миколи Ватутіна. 1982 року отримала назву вулиця Григорія Андрющенка, на честь учасника визволення Києва у 1943 році Героя Радянського Союзу Григорія Андрющенка.
Сучасна (відновлена історична) назва — з 2023 року

## Забудова
Першу назву — Казарменна — вулиця отримала на честь комплексу міських казарм, в яких до 1910-х років розташовувався 132-й піхотний Бендерський полк, у 1917 році перебував 1-й Український козацький полк[уточнити], а в 1941–1942 роках був влаштований нацистський концтабір. Ці казарми були зведені наприкінці XIX — на початку XX століття коштом міської влади, яка таким чином виконувала так звану військову квартирну повинність. Архітектурну цінність має корпус казарм, зведений останнім, у 1911 році, за проектом архітектора Михайла Бобрусова (буд. № 4/22). Має вигляд чотириповерхової цегляної будівлі, прямокутної у плані, з триповерховою прибудовою, яка прилягає перпендикулярно до основного корпусу. В архітектурному плані будинок вирішений у формах раціонального модерну з рисами класицизму.

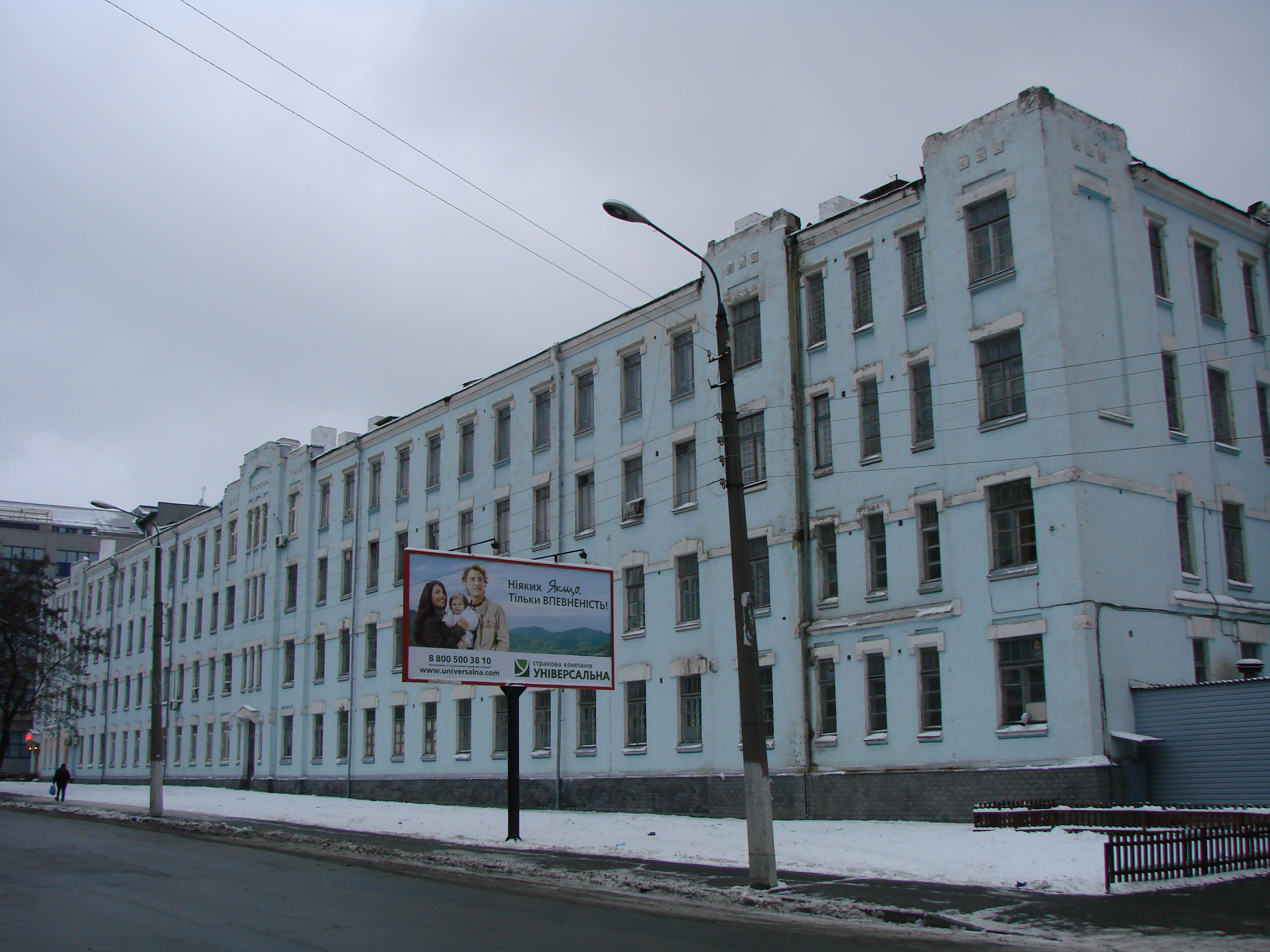
Корпус казарм Бендерського полку

## Установи та заклади
- Державний науково-дослідний інститут авіації (№ 6-в).

## Пам'ятники та меморіальні дошки
- Меморіальна дошка загиблим під час німецько-фашистської окупації (№ 6). Виготовлена з чавуну, відкрита у 1991 році.